# Castelo de Hochosterwitz
O Castelo de Hochosterwitz (em alemão: Burg Hochosterwitz, em esloveno: Grad Ostrovica) é um castelo na Áustria, considerado um dos castelos medievais mais impressionantes do país. Fica em uma rocha dolomítica de 172 metros de altura perto de St. Georgen am Längsee, a leste da cidade de St. Veit an der Glan, na Caríntia. O castelo rochoso é um dos marcos do estado e uma grande atração turística.

## Localização
Hochosterwitz fica a 664 metros acima do nível do mar na borda da histórica planície de Zollfeld, ao norte de Magdalensberg, cerca de 7 km a leste de Sankt Veit. Pode ser avistado a uma distância de até 30 km em um dia claro.

## História
Local de assentamento desde a Idade do Bronze, a rocha foi mencionada pela primeira vez em uma escritura de 860 emitida por Luís, o Germânico, rei da Frância Oriental, doando várias de suas propriedades no antigo principado da Carantânia à Arquidiocese de Salzburgo. Foi então chamada de ‘Astarwiza’,. Origens celtas, eslavas e germânicas foram sugeridas para o nome. Permaneceu como possessão de Salzburgo até que, no século XI, o arcebispo Gebeardo de Salzburgo cedeu o castelo aos descendentes do conde Siegfried de Sponheim em troca de seu apoio durante a Questão das Investiduras. Depois que o neto de Siegfried, Henrique IV, tornou-se Duque da Caríntia em 1122, os governantes Sponheim conseguiram se livrar da soberania dos Salzburgos. Mais tarde, eles concederam o feudo aos ministeriales da família nobre Osterwitz, possivelmente um ramo cadete da dinastia Sponheim. Em 1209, um certo Herman de Osterwitz, que ocupava o cargo hereditário de copeiro na corte ducal em Sankt Veit, acompanhou o duque Bernardo da Caríntia à coroação do imperador Otão IV em Roma.

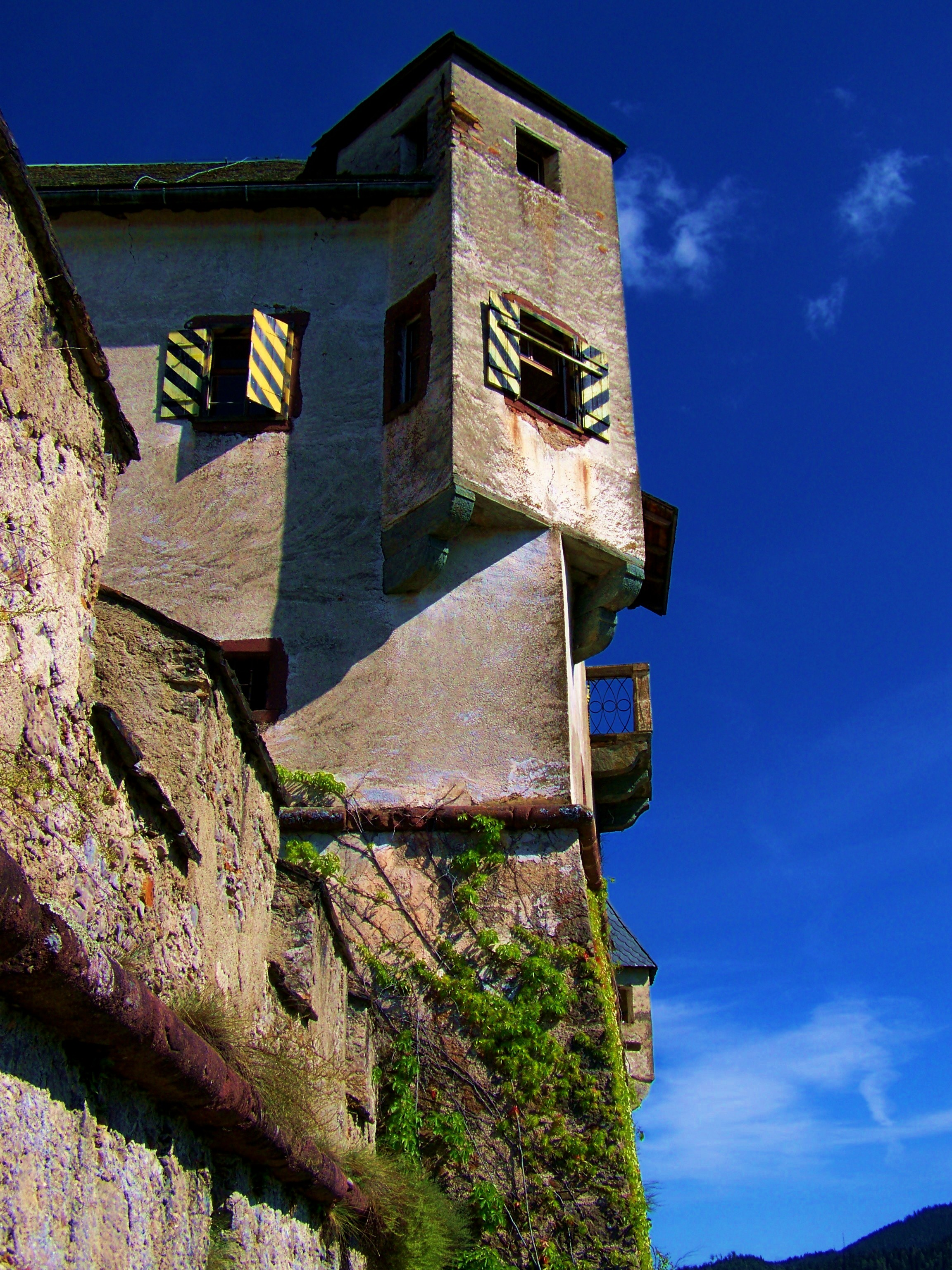
Fragmento da fortaleza

Em seu livro Change, o psicólogo austro-americano Paul Watzlawick (1921–2007) apresenta uma história popular sobre o cerco do castelo pe tropas da condessa Margarida do Tirol (Margarethe Maultasch). Segundo a lenda, registrada pela primeira vez pelo cronista medieval Jakob Unrest e posteriormente por Jacob Grimm, Margarete, enganada pela Casa de Habsburgo da Áustria em suas pretensões de herança à Caríntia após a morte de seu pai em 1335, invadiu o ducado; suas forças, no entanto, foram enganadas e se retiraram quando a guarnição de Hochosterwitz abateu seu último boi, encheu-o de grãos e o jogou por cima do muro, fingindo que ainda tinha provisões suficientes em estoque para que pudessem ser usadas como projéteis. A história é um tópico comum na região dos Alpes Orientais e é conhecida em muitas variações, com diferentes personagens.
No século XV, o último copeiro da Caríntia, Jorge de Osterwitz, foi capturado em uma invasão turca e morreu na prisão em 1476, sem deixar descendentes. Hans, copeiro de Osterwitz, foi o último sobrevivente da família. Ele tinha uma dívida substancial com o imperador e foi forçado a abrir mão das escrituras do castelo para saldá-la. Assim, após quatro séculos, em 30 de maio de 1478, a posse do castelo voltou ao imperador dos Habsburgos, Frederico III.
Ao longo dos 30 anos seguintes, o castelo foi severamente danificado por inúmeras campanhas turcas. Em 5 de outubro de 1509, o imperador Maximiliano I entregou o castelo como penhor a Matthäus Lang von Wellenburg, então Bispo de Gurk. O bispo Lang empreendeu um projeto substancial de renovação para o castelo danificado.

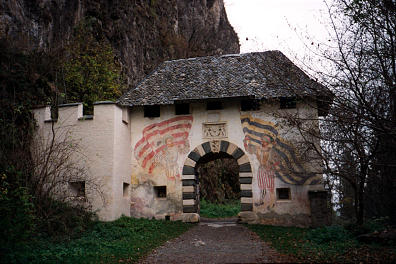
Um dos 14 portões fortificados

Por volta de 1541, o rei alemão Fernando I de Habsburgo concedeu Hochosterwitz ao governador da Caríntia, Christof Khevenhüller. Em 1571, o barão George Khevenhüller adquiriu a cidadela por compra. Ele a fortificou para lidar com a ameaça de invasões turcas na região, construindo um arsenal e 14 portões entre 1570 e 1586. Essa fortificação maciça é considerada única na construção de cidadelas. Devido aos 14 portões, cada um equipado com diferentes métodos traiçoeiros de guardar o caminho, a lenda local afirma que o castelo nunca foi conquistado e que nenhum dos ataques conseguiu passar do quarto portão (Engelstor).

## Atualmente
Desde o século XVI, nenhuma grande mudança foi feita em Hochosterwitz. Ele também permaneceu na posse da família Khevenhüller, a pedido do construtor original, George Khevenhüller. Uma placa de mármore datada de 1576 no pátio do castelo documenta esse pedido.
Algumas partes do castelo ficam abertas ao público todos os anos, da Páscoa até o final de outubro. Os turistas podem percorrer o caminho de 620 metros de comprimento, passando pelos 14 portões, até o castelo; cada portão possui um diagrama do mecanismo de defesa usado para selar aquele portão específico. Os aposentos do castelo abrigam uma coleção de artefatos pré-históricos, pinturas, armas e armaduras, incluindo um conjunto de armadura de 2,4 metros de altura, outrora usado por Burghauptmann Schenk.
O Castelo de Hochosterwitz pode ser alcançado de carro ou caminhando a partir da estação de trem Launsdorf-Hochosterwitz, com conexão para Klagenfurt, nas proximidades.
Uma miniatura em escala 1:25 do Castelo de Hochosterwitz pode ser vista no Minimundus, uma atração turística popular em Klagenfurt, a aproximadamente 20 quilômetros de distância.

## Galeria

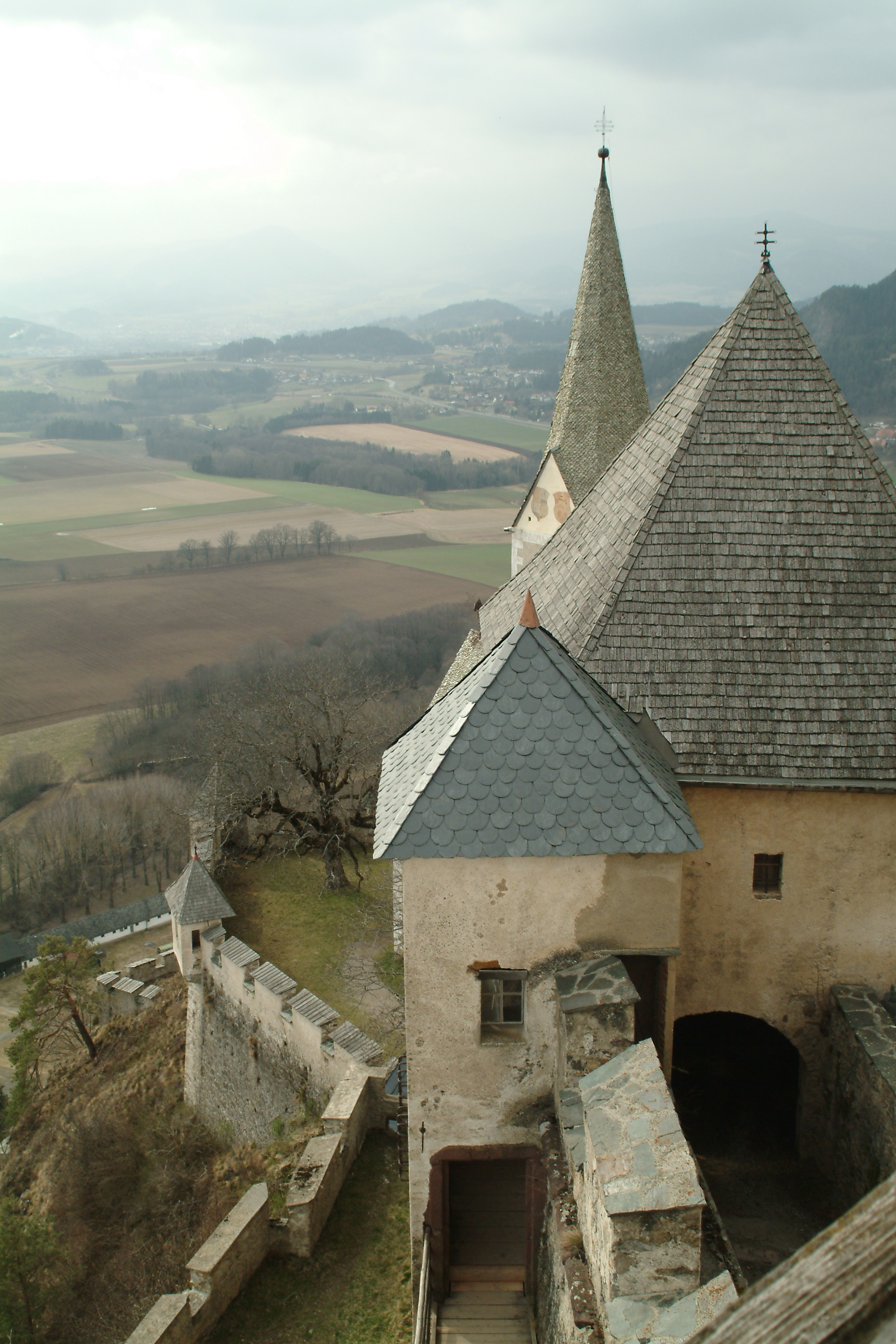
Vista para o noroeste do topo do castelo
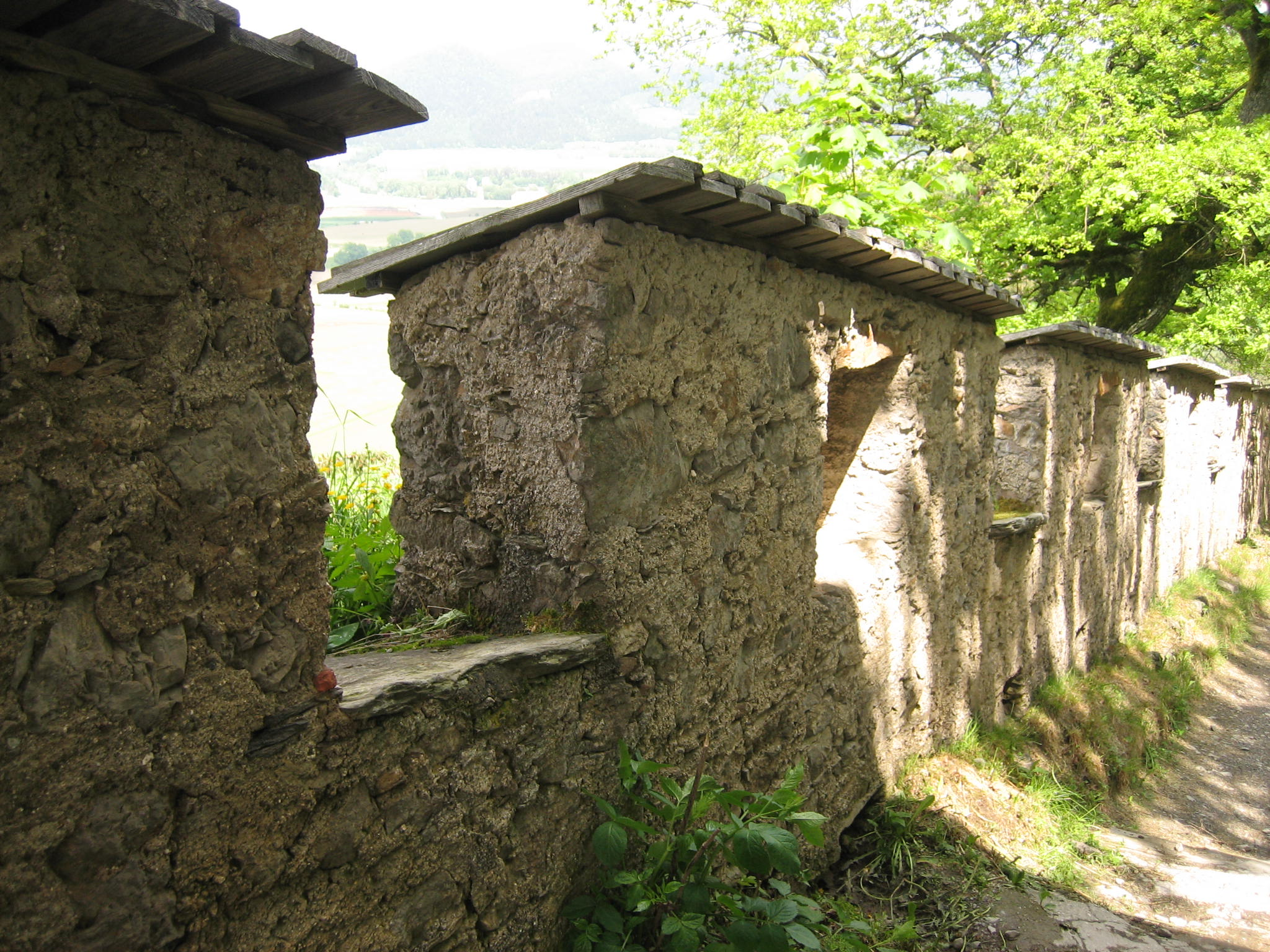
Ameias no início do caminho
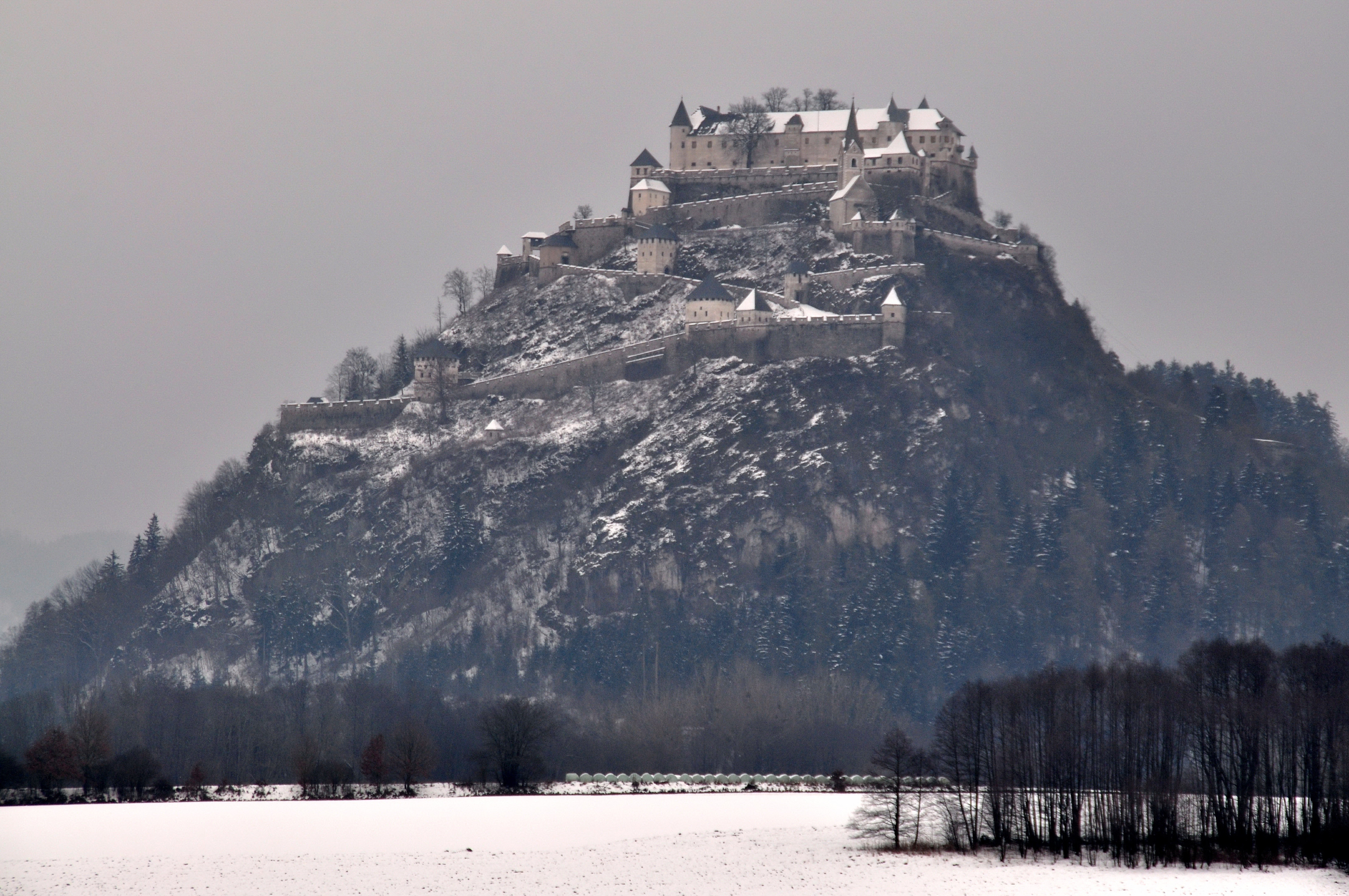
Hochosterwitz no inverno
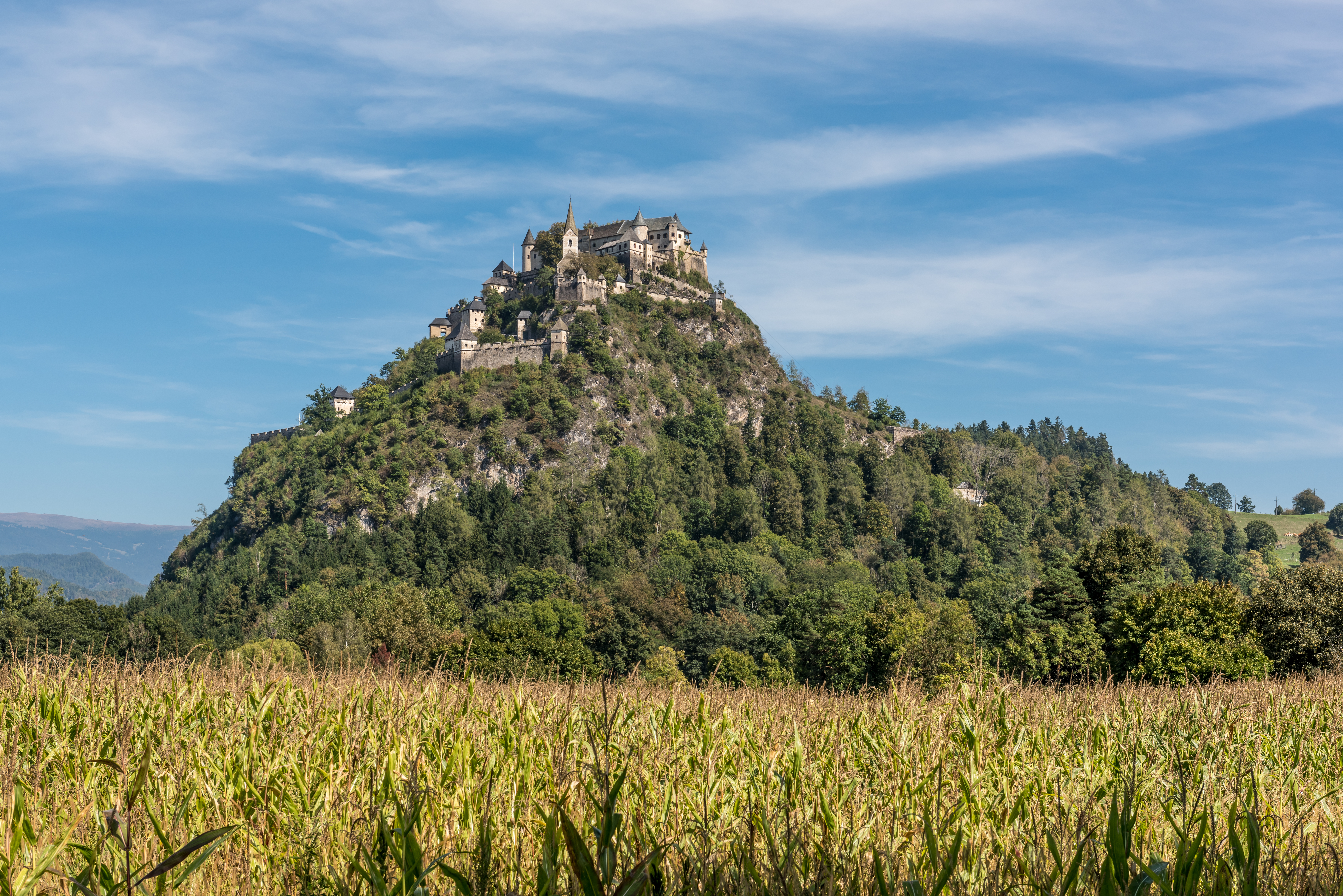
Hochosterwitz no verão
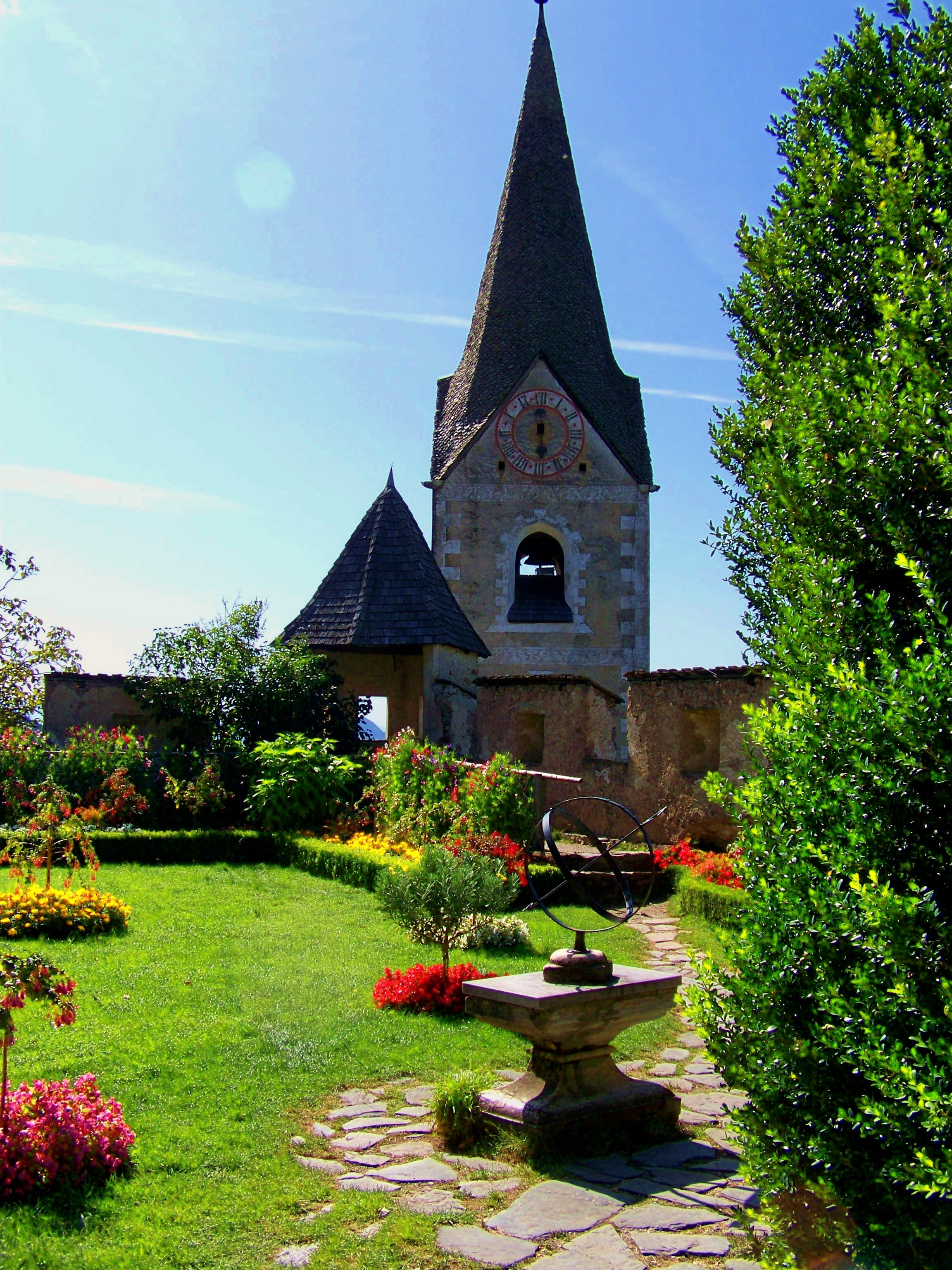
Jardim do castelo, com a torre da igreja ao fundo